# Département Zuyderzée

Landkarte der Départements in der heutigen Benelux-Region

Das Département du Zuyderzée (oder Zuyder-zée) war ein vom 1. Januar 1811 bis 1814 bestehendes französisches Département, nachdem Napoleon das ohnehin schon französisch beherrschte Königreich Holland hatte annektieren lassen.
Der Name leitet sich von der damaligen Zuiderzee ab. Das Departement fasste die 1807 gebildeten königlich-holländischen Provinzen Amstelland und Utrecht zusammen, die 1814 als die heutigen niederländischen Provinzen Nord-Holland und Utrecht im Wesentlichen in ihren historischen Grenzen neugebildet bzw. wiederhergestellt wurden.

## Gliederung
Hauptort (chef-lieu) des Departements bzw. Sitz der Präfektur war die Stadt Amsterdam. Es war in sechs Arrondissements  eingeteilt:
| Arrondissement | Hauptorte der Kantone, Sitz der Friedensgerichte                                                                        |
| -------------- | --- |
| Amsterdam      | Amsterdam (6 Kantone), Baambrugge, Kudelstaart, Loenen, Naarden, Nieuwer-Amstel, Oud-Loosdrecht, Watergraafsmeer, Weesp |
| Alkmaar        | Alkmaar (2 Kantone), De Rijp, Schagen, Texel, Wieringen, Zijpe                                                          |
| Amersfoort     | Amersfoort (2 Kantone), Rhenen, Wijk bij Duurstede                                                                      |
| Haarlem        | Beverwijk, Bloemendaal, Haarlem (2 Kantone), Heemstede, Oostzaan, Westzaan, Zaandam                                     |
| Hoorn          | Edam, Enkhuizen, Grootebroek, Hoorn (2 Kantone), Medemblik, Monnickendam, Purmerend                                     |
| Utrecht        | Maarssen, Mijdrecht, Schoonhoven, Utrecht (2 Kantone), Woerden, IJsselstein                                             |

Das Departement hatte eine Fläche von 9501 Quadratkilometern und im Jahr 1812 insgesamt 507.500 Einwohner.